# Čarović
Čarović je prezime koje se sreće u Srbiji, Crnoj Gori i Hrvatskoj.
Preci Čarovića su se iz Stare Crne Gore odselili u Rat na poluostrvu Pelješac (Hrvatska); 1809. godine (za vreme Karadjordjevog ustanka) doselili se u selo Belo Polje pokraj reke Gruže (Gornji Milanovac, Srbija). Ogranak su Miloševića, iz Vrankovačkog kraja (Donje Polimlje, Crna Gora). Od njih su postali susedni Rakovići i Petkovići (selo Belo Polje, Srbija).
Prezime Čarović je nastalo po istoimenom grebenu na poluostrvu Pelješac (Hrvatska). Greben Čarović je jedan od najviših ovog poluostrva i visok je 631 m nmv. Ostali visoki grebeni Pelješca su: Sveti Ilija 961 m nmv, Rota 713 m nmv, Čučin 616 m nmv. Imaju smer pružanja svojstven Dinarskom planinskom masivu, i pružaju se od severozapada prema jugoistok

## Spoljašnje veze
- Crnogorska prezimena
- Imehrvatsko